# Пёйде
Пёйде (эст. Pöide) — деревня в волости Сааремаа уезда Сааремаа, Эстония. 
До административной реформы местных самоуправлений Эстонии 2017 года входила в состав волости Пёйде (упразднена).

## География и описание
Расположена в 42 километрах к северо-востоку от уездного и волостного центра — города Курессааре. Высота над уровнем моря — 11 метров.
Климат умеренный. Официальный язык — эстонский. Почтовый индекс — 94520.

## Население
По данным переписи населения 2021 года, в Пёйде насчитывался 21 житель, все — эстонцы.
По данным переписи населения 2011 года, в деревне проживали 26 человек, из них 25 (96,2 %) — эстонцы.
Численность населения деревни Пёйде:
| Год  | 1959 | 1970 | 1979 | 1989 | 2000 | 2011 | 2017 | 2018 | 2019 | 2020 | 2021 |
| ---- | ---- | ---- | ---- | ---- | ---- | ---- | ---- | ---- | ---- | ---- | ---- |
| Чел. | 42   | ↘ 24 | ↗ 76 | ↘ 68 | ↘ 27 | ↘ 26 | ↘ 25 | → 25 | ↘ 23 | ↘ 22 | ↘ 21 |

## История
В письменных источниках 1923 год записано поселение Põide (Пыйде). Оно сформировалось в окрестностях церкви Пёйде. К северу от церкви располагалось орденское городище, упомянутое ещё в 1290 году. С 1940 года Пёйде записана как деревня. 
Городище Пёйде (также Ирусте и Кахутси) находится в левой стороне от автобусной остановки «Pöide» на шоссе Курессааре—Лаймъяла—Куйвасту, на низком природном холме между полями. Имеет овальную форму, высота валов до 11 м снаружи и 6 м внутри. Размеры внутреннего двора 85×55 м. У городища два обвалившихся входа, в центре заваленная камнями яма — вероятно, древний колодец. Недалеко от места юго-западных ворот городища есть два священных камня с небольшими углублениями. К юго-востоку от городища находятся девять каменных могильников. В настоящее время также можно увидеть несколько раскопанных участков стен  городища, прилегающих к церкви. Городище в основном известно на основании раскопок, проведённых в 1888 году Дж. Б. Хольцмайером (J. B. Holzmayer). Ещё до возведения городища в Пёйде была маленькая романская церковь с двумя сводами.
Территория городища (эст. Pöide maalinn, Kahutsi maalinn) и следы более ранней истории его строительства находятся под охраной государства.

## Церковь святой Марии

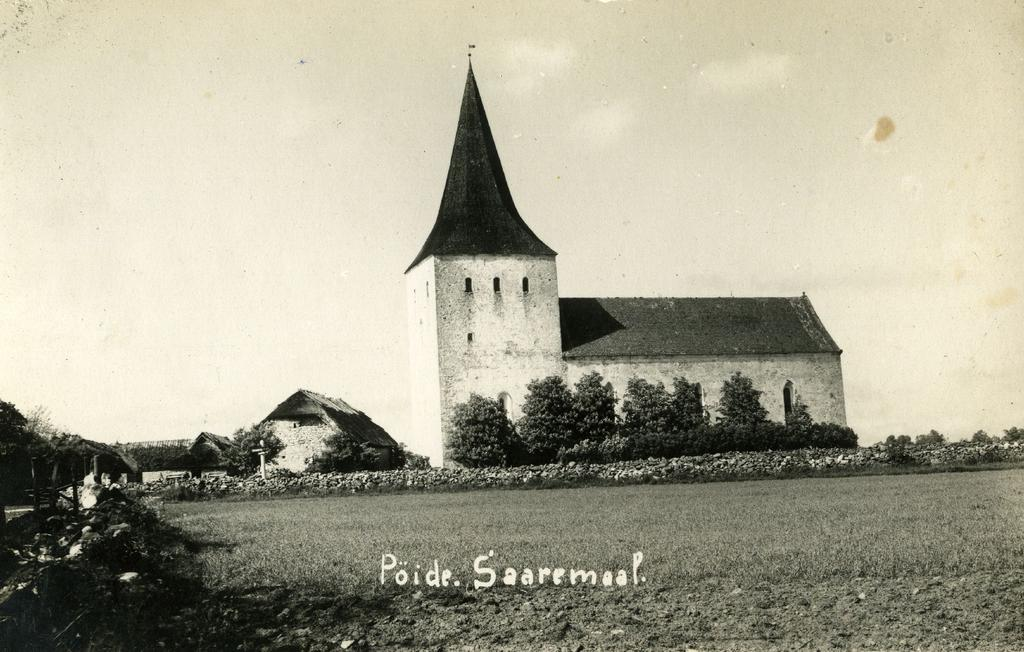
Церковь св. Марии в Пёйде до 1940 года

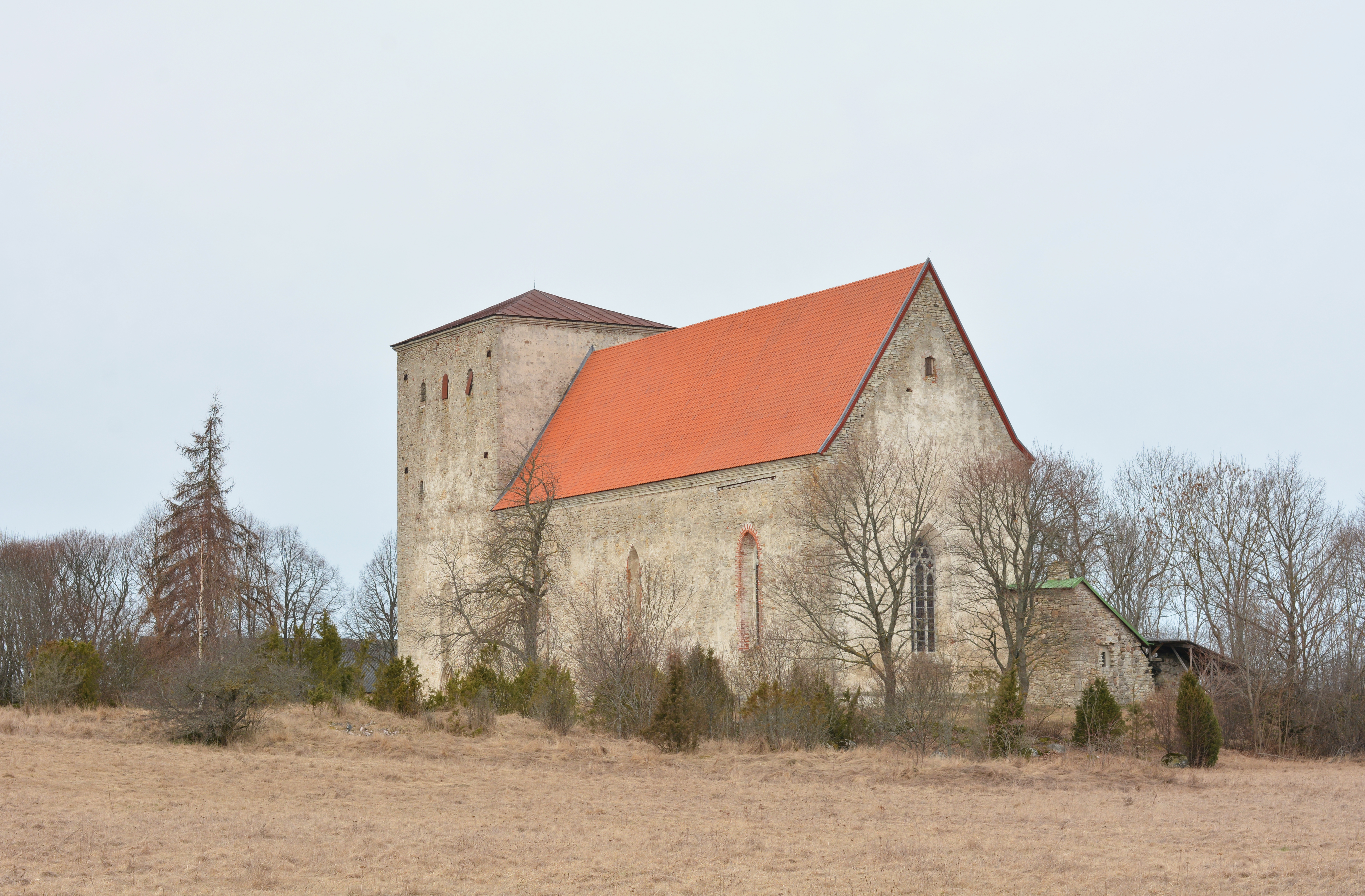
Церковь св. Марии в 2015 году

Пёйдеская церковь Святой Марии по своим размерам является самой большой церковью на Сааремаа. Внешняя ширина однонефного сакрального здания составляет 13,4 м, длина — 53,2 м.
Церковь Пёйде была построена в готическом стиле в XIII веке. Её первоначальный вид предположительно был схож с церковью Вальяла. В XIV веке была начата перестройка церкви, незавершённая из-за восстания 1343 года. Церковь была завершена только в первой половине XV века, когда к ней была пристроена массивная башня, имеющая такую же ширину, как и основное длинное здание. Башня церкви была оборонительным сооружением. Её верхний этаж можно было использовать в качестве жилого помещения в случае чрезвычайной ситуации, а одно помещение предназначалось для постоянного наблюдения. В 1940 году в церковь ударила молния. Крыша была восстановлена в 1958—1960 годах. В церкви Пёйде есть множество изысканных деталей и красивых скульптур, большая часть которых была выполнена человеком, известным как «Карьяский мастер» (эст. Karja meister).
Рядом с церковью Пёйде находилась построенная в тот же период времени и соединенная с её стеной башенная крепость, которая была разрушена эстами в 1343 году, во время крестьянской войны.
Церковь внесена в Государственный регистр памятников культуры Эстонии как памятник архитектуры. При инспектировании 29 июля 2019 года она находилась на реставрации.

## Происхождение топонима
Возможно, что топоним Пёйде произошёл от личного имени Пейт (Peit : Peidi ~ Peido, в более раннем написании Peito, Peith, Peitch). По мнению лингвистов Института эстонского языка, кажется также правдоподобной точка зрения эстонского историка Энна Тарвеля, согласно которой основой названия деревни было старинное эстонское слово põõs : põõse ~ põõsa в значении «плитняк», «утёс».